# Sumarokovo
Sumarokovo (vitryska: Сумарокава) är en by i Belarus.   Den ligger i voblasten Mahiljoŭs voblast, i den nordöstra delen av landet, 170 km öster om huvudstaden Minsk. Sumarokovo ligger 179 meter över havet och antalet invånare är 464.

## Natur och klimat
Terrängen runt Sumarokovo är platt. Runt Sumarokovo är det ganska tätbefolkat, med 192 invånare per kvadratkilometer.. Närmaste större samhälle är Mahiljoŭ, 11,2 km sydost om Sumarokovo.
Trakten runt Sumarokovo består till största delen av jordbruksmark.